# Сказание о Рустаме
«Сказание о Рустаме» — советский художественный фильм 1971 года, первая часть исторической кинотрилогии по эпической поэме Фирдоуси «Шахнаме». Студия «Таджикфильм», режиссёр Бенцион Ариевич (Борис Алексеевич) Кимягаров. Продолжительность — 2 часа 18 минут. Премьера — 17 апреля 1972 года.

## Сюжет
Эпическое сказание о подвигах легендарного древнеиранского богатыря Рустама — смелого воина, готового всегда прийти на помощь тому, кто в ней нуждается. На экране герои эпоса: певец, говорящий правду жестокому властелину, и дэв, постоянно меняющий свои обличья.

## Переводы
В титрах указано, что в фильме использованы русские переводы Цецилии Бану, Владимира Державина, Семёна Липкина. По утверждению дочери сценариста Григория Колтунова, на его собственные тексты «приходится чуть ли не семьдесят процентов диалогов».

## В ролях
- Бимболат (Бибо) Ватаев — Рустам
- Светлана Норбаева — Тахмина
- Отар Коберидзе — Кавус
- Алим Ходжаев — поэт
- Махмуджан Вахидов — див Тулад
- Мухаметджан Касымов — Заль
- Нозукмо Шомансурова — Рудабе
- Гиви Тохадзе — Тус
- Тариэль Касимов — Гив
- Гиви Джаджанидзе — Гударз
- Герман Нурханов — Тувалд
- Гия Кобахидзе — Гургин
- Н. Санакоев — Бахрам
- Ходжакули Рахматуллаев — Калаф
- Марьям Исаева — служанка
- Д. Анваров — мальчик-поводырь
- Гульсара Абдуллаева — молодая мать
- Раззак Хамраев — Хуман (нет в титрах)

В эпизодах — Дильбар Умарова, Х. Ахметов, Анвар Валиев (в титрах как А.Валиев), Абдулло Джураев, Т. Зайналпур, И. Зияев, К. Исламов, Киматшой Иматшоев, Э. Исматов, З. Казахова, Малика Каландарова, Т. Курбанов (II), Шахло Мулладжанова (в титрах как Ш. Мулладжанов), И. Мулладжанов, Н. Мухамеджанов, Арслан Мурадов (в титрах как А. (Л.?) Мурадов), У. Мирсалимов, А. Нурматов, Н. Айматов (в титрах — Н. Ойматов), Джахон Саидмурадов (в титрах как Д. Саидмурадов), Х. Тахиров, Б. Тураев, Ф. Умаров, А. Урунов, М. Халилов, Б. Хамидов, Курбан Шарипов, Б. Садыков (в титрах как М. Садыков),
Озвучивание — Алексей Алексеев

## Съёмочная группа
- Режиссёр — Борис Кимягаров
- Сценарист — Григорий Колтунов
- Оператор — Давлатназар Худоназаров
- Композитор — Ариф Меликов
- Художник — Шавкат Абдусаламов